# Seun Adigun

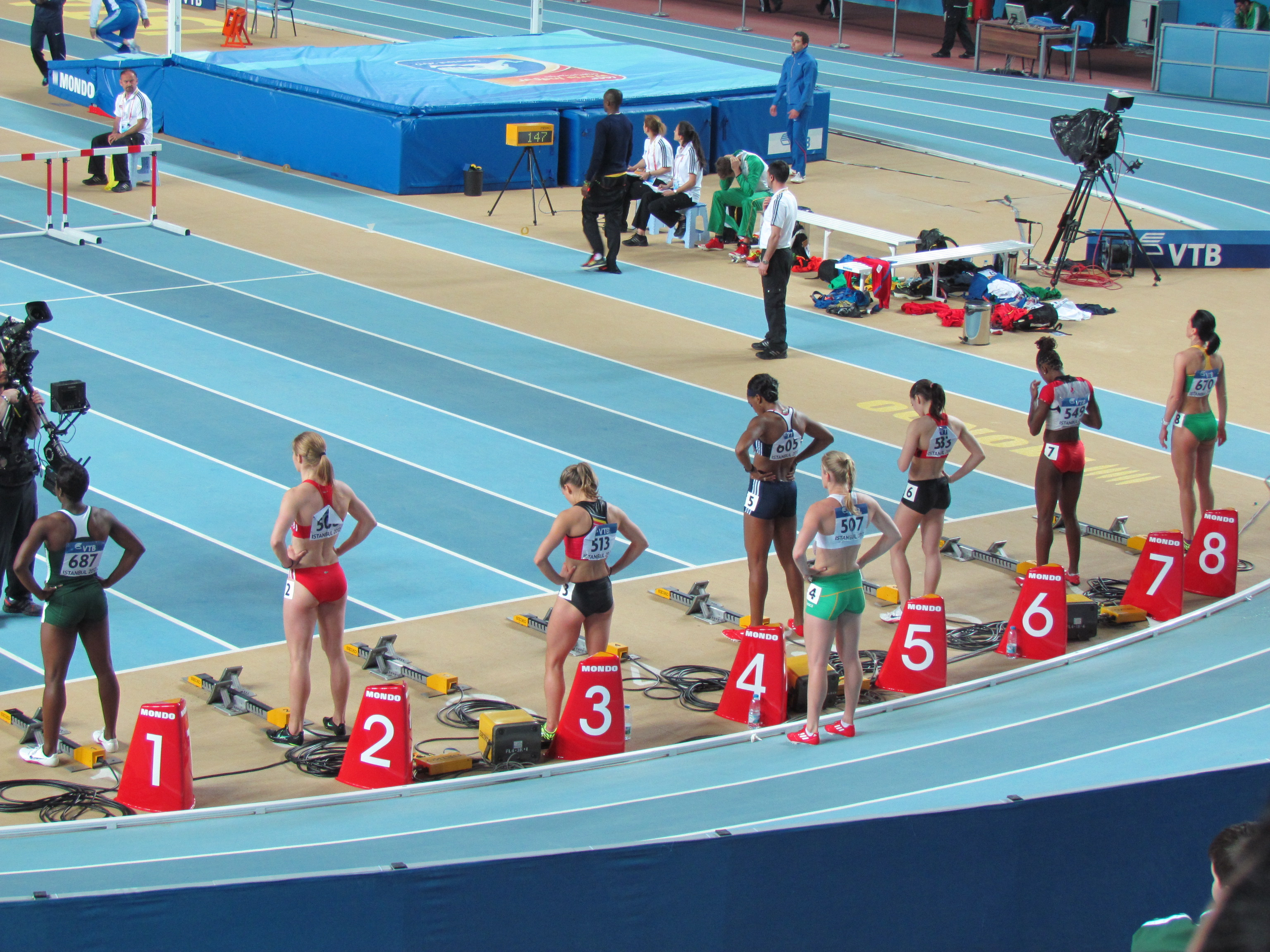

Seun Adigun (sinh ngày 3 tháng 1 năm 1987, Chicago, Illinois ) là một vận động viên bobsledder người Nigeria và người Mỹ, chuyên về 100 mét vượt rào. Cô đã tham dự Thế vận hội Mùa hè 2012, nhưng không đủ điều kiện từ sức nóng của mình. Năm 2016, cô thành lập đội bobsled Nigeria. Cô đại diện cho Nigeria tại Thế vận hội mùa đông 2018 ở 2 phụ nữ bobsled.

## Cuộc sống cá nhân
Cô là cháu gái của cựu cầu thủ bóng rổ người Mỹ Hakeem Olajuwon.

## Giải đấu quốc tế
| Năm                  | Giải đấu                   | Địa điểm             | Thứ hạng             | Nội dung             | Chú thích            |
| Representing Nigeria | Representing Nigeria       | Representing Nigeria | Representing Nigeria | Representing Nigeria | Representing Nigeria |
| -------------------- | -------------------------- | -------------------- | -------------------- | -------------------- | -------------------- |
| 2009                 | World Championships        | Berlin, Germany      | 27th (h)             | 100 m hurdles        | 13.33                |
| 2009                 | World Championships        | Berlin, Germany      | 16th (h)             | 4 × 100 m relay      | 46.54                |
| 2010                 | World Indoor Championships | Doha, Qatar          | 22nd (h)             | 60 m hurdles         | 8.58                 |
| 2010                 | African Championships      | Nairobi, Kenya       | 1st                  | 100 m hurdles        | 13.14                |
| 2010                 | Continental Cup            | Split, Croatia       | 6th                  | 100 m hurdles        | 13.48                |
| 2011                 | World Championships        | Daegu, South Korea   | 19th (sf)            | 100 m hurdles        | 13.14                |
| 2011                 | All-Africa Games           | Maputo, Mozambique   | 1st                  | 100 m hurdles        | 13.20                |
| 2012                 | World Indoor Championships | Istanbul, Turkey     | 8th                  | 60 m hurdles         | 8.33                 |